# جويل ماكين
جويل ماكين (مواليد 27 أكتوبر 1994) هو لاعب إسكواش محترف أسترالي. يحتل حاليأ الترتيب الثامن على مستوى العالم (فبراير 2022).

## روابط خارجية
- جويل ماكين على موقع الاتحاد الدولي لمحترفي الاسكواش (مؤرشف) (الإنجليزية)
- جويل ماكين على موقع SquashInfo.com (الإنجليزية)
- جويل ماكين على موقع اتحاد ألعاب الكومنولث (مؤرشف) (الإنجليزية)